# Hausmittel
Hausmittel oder Hausarzneimittel sind einfache häusliche Mittel und Maßnahmen zur Selbstmedikation, die unter anderem privat, oft familiär oder auch in Ratgebern überliefert werden.
Im übertragenen Sinn nennt man ein Hausmittel jede Form einer nichtprofessionellen Lösung oder Anwendung auch im nicht-medizinischen Bereich.
Insbesondere Hausärzte und Heilkundige kennen jedoch einige Hausmittel und beziehen sie in ein Behandlungskonzept mit ein. Oft werden bestimmte Nahrungsmittel oder Tees sowie Wickel und warme oder kalte Anwendungen wie Bäder verwendet. Die Sozialmedizin sieht die Anwendung von Hausmitteln als Teil der autonomen, selbsttätigen Mitwirkung des Patienten. 
Als problematisch gelten Hausmittel im medizinischen Bereich, wenn sie eine Erkrankung verschlimmern oder eine rechtzeitige ärztliche Behandlung verzögern. Hausmittel sind in der Regel mit wenig Nebenwirkungen behaftet, jedoch können je nach Hausmittel auch Allergien, Infektionen, Störungen des Blutkreislaufes oder der Regulation der Körpertemperatur hervorgerufen werden.
Bereits in der römischen Antike gab es den Begriff einer „Hausmedizin“, lateinisch die medicina domestica, wie sie als Tradition etwa im um 400 verfassten Rezeptbuch des Marcellus Empiricus erscheint.